# Carlos Tenev
Carlos Tenev (Presidencia Roque Sáenz Peña, 16 de julio de 1940-2007) fue un bioquímico y político argentino del Partido Justicialista, que se desempeñó como senador nacional por la provincia del Chaco entre 1988 y 1989 y como diputado nacional por la misma provincia entre 1993 y 1997. Entre 1983 y 1988 había integrado la Cámara de Diputados de la Provincia del Chaco.

## Biografía
Nació en 1940 en Presidencia Roque Sáenz Peña (Chaco). Proveniente de una familia de origen búlgaro, su hermano Florencio Tenev también fue político, siendo gobernador del Chaco entre 1983 y 1987.
Se recibió de bioquímico en la Universidad Nacional de Córdoba en 1964, ejerciendo profesionalmente como director del laboratorio de análisis clínicos del hospital de Villa Ángela (Chaco) entre 1965 y 1976 y como director de bromatología de la municipalidad local de 1966 a 1976.
En su época de estudiante, integró la Juventud Universitaria Peronista en Córdoba, incorporándose al Partido Justicialista (PJ). En el ámbito partidario, integró el PJ de Villa Ángela y fue convencional provincial y nacional.
En las elecciones provinciales del Chaco de 1983 fue elegido a la Cámara de Diputados provincial, desempeñándose como vicepresidente primero de la misma. Fue reelegido en 1987 para un segundo mandato hasta 1991. En la legislatura provincial integró la comisión de Derechos Humanos que investigó crímenes de lesa humanidad ocurridos durante la dictadura militar autodenominada «Proceso de Reorganización Nacional».
Asumió como senador nacional por la provincia del Chaco en marzo de 1988, para completar el mandato de Deolindo Felipe Bittel (quien había sido elegido intendente de Resistencia) hasta diciembre de 1989. Se desempeñó como presidente de la comisión de Economías Regionales. Como senador se destacó por ser el principal opositor del intento del gobierno de Raúl Alfonsín de vender parte de las acciones de Aerolíneas Argentinas a Scandinavian Airlines System.
En enero de 1990 fue designado asesor ad-honorem del presidente Carlos Menem. En las elecciones legislativas de 1993 fue elegido diputado nacional por Chaco, con mandato hasta 1997.
En 2016 fue homenajeado por la Cámara de Diputados chaqueña.